# Suriname International 2012
Die Suriname International 2012 im Badminton fanden vom 14. bis zum 17. November 2012 in Paramaribo statt.

## Sieger und Platzierte
| Disziplin    | Gold                                   | Silber                            | Bronze                             |
| ------------ | -------------------------------------- | --------------------------------- | ---------------------------------- |
| Herreneinzel | Misha Zilberman                        | Osleni Guerrero                   | Humblers Heymard                   |
| Herreneinzel | Misha Zilberman                        | Osleni Guerrero                   | Alistair Casey                     |
| Dameneinzel  | Patty Stolzenbach                      | Crystal Leefmans                  | Nikte Sotomayor                    |
| Dameneinzel  | Patty Stolzenbach                      | Crystal Leefmans                  | Ana Lucia de Leon                  |
| Herrendoppel | Humblers Heymard Anibal Marroquín      | Dylan Darmohoetomo Irfan Djabar   | Alistair Casey Rahul Rampersad     |
| Herrendoppel | Humblers Heymard Anibal Marroquín      | Dylan Darmohoetomo Irfan Djabar   | Thorpe Dakeil Jonathan Kevin Wood  |
| Damendoppel  | Crystal Leefmans Priscila Tjitrodipo   | Mariama Eastmond Dionne Haynes    | Beatriz Ramos Nikte Sotomayor      |
| Mixed        | Mitchel Wongsodikromo Crystal Leefmans | Rubén Castellanos Nikte Sotomayor | Kevin Wood Dionne Haynes           |
| Mixed        | Mitchel Wongsodikromo Crystal Leefmans | Rubén Castellanos Nikte Sotomayor | Dylan Darmohoetomo Rugshaar Ishaak |

## Finalergebnisse
| Disziplin    | Sieger                                   | Finalist                            | Ergebnis            |
| ------------ | ---------------------------------------- | ----------------------------------- | ------------------- |
| Herreneinzel | Misha Zilberman                          | Osleni Guerrero                     | 16:21, 21:18, 21:11 |
| Dameneinzel  | Patty Stolzenbach                        | Crystal Leefmans                    | 21:6, 21:12         |
| Herrendoppel | Humblers Heymard / Anibal Marroquín      | Dylan Darmohoetomo / Irfan Djabar   | 21:11, 21:16        |
| Damendoppel  | Crystal Leefmans / Priscila Tjitrodipo   | Mariama Eastmond / Dionne Forde     | 21:10, 21:11        |
| Mixed        | Mitchel Wongsodikromo / Crystal Leefmans | Rubén Castellanos / Nikte Sotomayor | 21:12, 21:18        |